# Вињоне (Вербано-Кузио-Осола)
Вињоне (итал. Vignone) је насеље у Италији у округу Вербано-Кузио-Осола, региону Пијемонт.
Према процени из 2011. у насељу је живело 919 становника. Насеље се налази на надморској висини од 476 м.

## Становништво
| 1936. | 1951. | 1961. | 1971. | 1981. | 1991. | 2001. | 2011. |
| ----- | ----- | ----- | ----- | ----- | ----- | ----- | ----- |
| 525   | 586   | 568   | 585   | 875   | 922   | 1.090 | 1.220 |